# وسط تورونتو

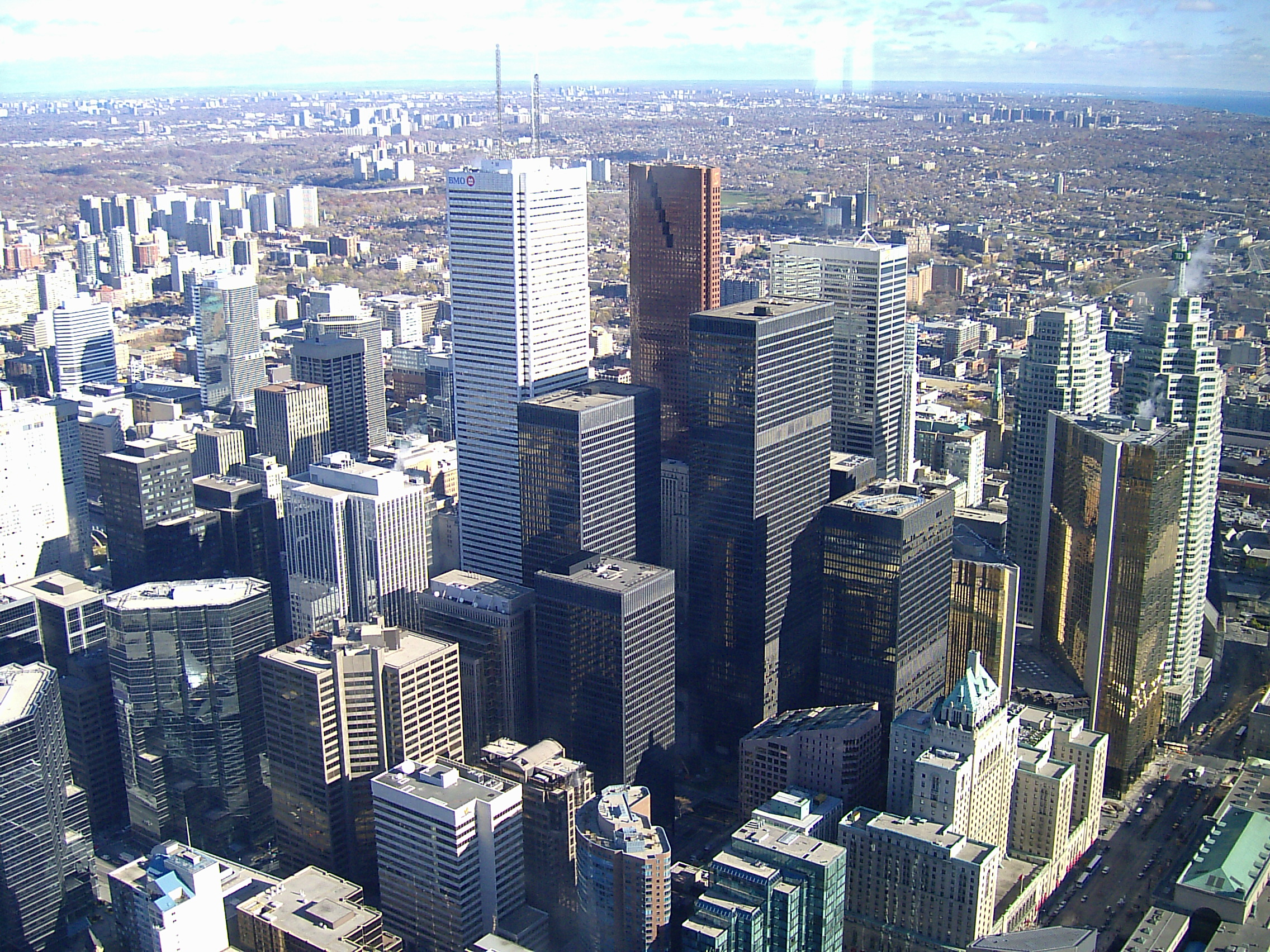
صورة جوية للمنطقة المالية في وسط تورونتو

وسط تورونتو هو منطقة الأعمال المركزية في مدينة تورونتو في مقاطعة أونتاريو بكندا. يقع وسط تورونتو بالكامل داخل تورونتو القديمة. يحد وسط تورونتو طريق بلور شمالًا، وبحيرة أونتاريو جنوبًا، ونهر دوف شرقًا، وطريق باثرست غرًبًا. يُعد وسط تورونتو المركز الإداري لمدينة تورونتو ومقاطعة أونتاريو.
تضم المنطقة أكبر تجمع لناطحات السحاب ومراكز الأعمال، وتُشكل هذه المباني خط الأفق للمدينة. يأتي وسط تورونتو في المركز الثالث من حيث ناطحات السحاب التي يتخطى طولها 200 متر (656 قدم) في أمريكا الشمالية بعد نيويورك وشيكاجو.